# 7986 Романія
7986 Романія (7986 Romania, 1981 EG15, 1987 DK1, 1995 YR12) — астероїд головного поясу, відкритий 1 березня 1981 року.
Тіссеранів параметр щодо Юпітера — 3.726.